# Peter Paul Müller

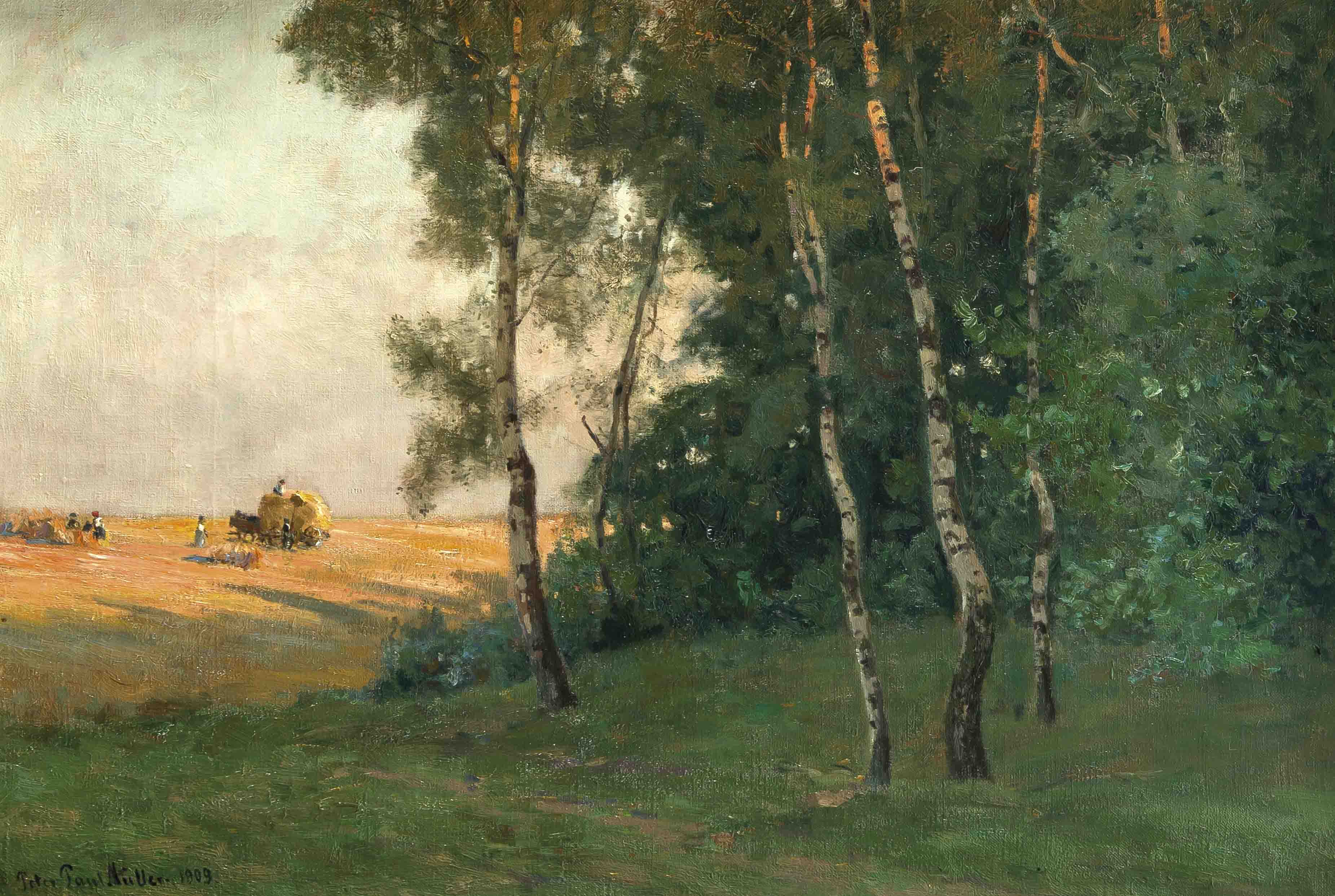
Waldpartie im Abendlicht

Peter Paul Müller (* 1. Februar 1853 in Berlin; † 7. September 1930 in Gauting) war ein deutscher Landschaftsmaler.

## Leben
Müller studierte an der Großherzoglich-Sächsischen Kunstschule Weimar bei Karl Gussow und Theodor Hagen sowie seit dem 25. Oktober 1876 an der Königlichen Akademie der Künste in München. 
Nach dem Studium ließ sich Müller 1879 in Gauting nieder. Er unternahm Studienreisen nach Algerien, Italien und Polen. Von 1889 bis 1897 besuchte er mehrmals das Schloss Neubeuern.
Müller wurde Mitglied der Münchner Künstlergenossenschaft und der Luitpold-Gruppe. Er stellte seine Werke u. a. im Münchner Glaspalast aus. Am 6. Juli 1931 sind 22 seiner Werke im Glaspalast verbrannt.